# Subductie

Subductie is het proces waarbij een oceanische plaat onder een andere oceanische of continentale plaat schuift bij convergente plaatgrenzen. De zwaardere en koude oceanische korst, met de bovenliggende sedimenten en een deel van de bovenmantel (lithosfeer), duikt onder de lichtere continentale of een andere oceanische lithosfeer. Het dichtheidsverschil tussen de lithosfeer en onderliggende asthenosfeer is bepalend of, en in welke mate subductie optreedt.
Subductiezones worden gekenmerkt door de plaatsen op de aarde met de diepste aardbevingen. Tot een diepte van 700 km kunnen aardbevingen voorkomen. Het verschijnsel veroorzaakt oceanische troggen, zoals de Marianentrog. Ook vulkanische bogen ontstaan als gevolg van subductie en het verlagen van het smeltpunt van de bovenliggende plaat. Bekende voorbeelden hiervan zijn de Krakatau en de Fuji. Het typische subductievulkanisme ontstaat op 100 tot 300 km van de trog, afhankelijk van de hoek waarmee de plaat de diepte in duikt.